# ジャーヴィス・ヘイズ
ジャーヴィス・ヘイズ（Jarvis James Hayes、1981年8月9日 - ）は、アメリカ合衆国・ジョージア州アトランタ出身のバスケットボール選手。身長201cm、体重100kg。ポジションはスモールフォワード。現在はルーマニアでプレーしている。

## キャリア
2003年のNBAドラフトで、ジョージア大学からワシントン・ウィザーズに全体10位で指名された。ルーキーシーズンの2003-2004年シーズンから70試合に出場、内42試合は先発出場を果たした。2シーズン目の2004-2005シーズンには平均得点が10点を超えたが、シーズン後半の28試合及びプレーオフは欠場した。2005-2006年シーズンはわずか21試合の出場に留まったが、2006-2007年シーズンは81試合に出場、自身初のプレーオフでは4試合とも先発出場を果たした。2007年オフにデトロイト・ピストンズへ移籍した。主に先発のテイショーン・プリンスの控えとして重要な役割を担っていた。2008年から2シーズンをニュージャージー・ネッツで過ごした後、ユーロリーグなど数チームを渡り歩いている。

## プレイスタイル
スリーポイントシューターで、よくディフェンスでミスを犯してしまうが、オフェンスではスリーポイントを武器にNBA通算8.8ポイントを記録する。